# Bôrka
Bôrka (hongrois : Barka) est un village de Slovaquie situé dans la région de Košice.

## Histoire
La première mention écrite du village date de 1409.
La localité fut annexée par la Hongrie après le premier arbitrage de Vienne le 2 novembre 1938. En 1938, on comptait 507 habitants. Elle faisait partie du district de Rožňava (hongrois : Rozsnyói járás). Le nom de la localité avant la Seconde Guerre mondiale était Borka. Durant la période 1938 - 1945, le nom hongrois Barka était d'usage. À la libération, la commune a été réintégrée dans la Tchécoslovaquie reconstituée.

## Démographie

### Évolution de la population
| Année:               | 1994. | 2004.    | 2014.    | 2024.    |
| -------------------- | ----- | -------- | -------- | -------- |
| Nombre de personnes: | 352   | 461      | 543      | 652      |
| Différence:          |       | +30,96 % | +17,78 % | +20,07 % |

| Année:               | 2023. | 2024.   |
| -------------------- | ----- | ------- |
| Nombre de personnes: | 646   | 652     |
| Différence:          |       | +0,92 % |